# К. Х. С. П.
К. Х. С. П. (енгл. C.H.U.D.) амерички је научнофантастични хорор филм из 1984. године, режисера Дагласа Чика, са Џоном Хердом, Данијелом Стерном, Кристофером Каријем, Френкијем Фејзоном и Џоном Гудманом у главним улогама. Радња прати њујоршког полицајца и бескућника, који се удружују како би истражили бројне нестанке људи, који су се догодили у кратком периоду. Њих двојица откривају да су нестале људе заправо убила хуманоидна чудовишта која живе у канализацији.
Наслов филма је скраћеница од Канибалистички Хуманоидни Становници Подземља.
Филм је премијерно приказан 31. августа 1984. Добио је осредње оцене критичара и зарадио 4,7 милиона долара са четири пута мањим буџетом. Пет година касније добио је наставак под насловом К. Х. С. П. 2.

## Радња
Филм почиње сценом у којој жена шета пса мрачном и празном улицом. Док пролази поред шахта, чудовиште је нападне и увуче у канализацију заједно са псом. Пошто су догађаји слични овом наставили да се понављају, група људи се спушта у канализацију како би открили шта се дешава...

## Улоге
| Глумац          | Улога                     |
| --------------- | ------------------------- |
| Џон Херд        | Џорџ Купер                |
| Данијел Стерн   | Еј Џеј Шепард „Велечасни” |
| Кристофер Кари  | капетан Бош               |
| Ким Грајст      | Лорен Данијелс            |
| Џеј Си Квин     | Марфи                     |
| Мајкл О'Хер     | Фулер                     |
| Френки Фејзон   | наредник Паркер           |
| Питер Мајкл Гец | Грампс                    |
| Сем Макмари     | официр Креспи             |
| Џон Гудман      | полицајац у ресторану     |
| Џеј Томас       | полицајац у ресторану     |
| Хали Фут        | конобарица                |
| Грејам Бекел    | Вал                       |
| Џон Полито      | водитељ вести             |
| Џорџ Мартин     | Вилсон                    |
| Лор Матош       | Флора Бош                 |
| Реј Бејкер      | човек са рекламе          |